# Færøfilmen
Færøfilmen er en dansk dokumentarfilm fra 1930, der er instrueret af Leo Hansen.

## Handling
Afrejse fra København med "Tjaldur" - Shetlandsøerne - Thorshavn - Finsenmonumentet - Fåreavl - Hejseværk på Store Dimon - Kirkebø - Kirkeruin fra det 13. århundrede - Folketyper - Færødans - Gammelt færøhus - Høbjergning - Fiskeri - Fugle.